# Gauting

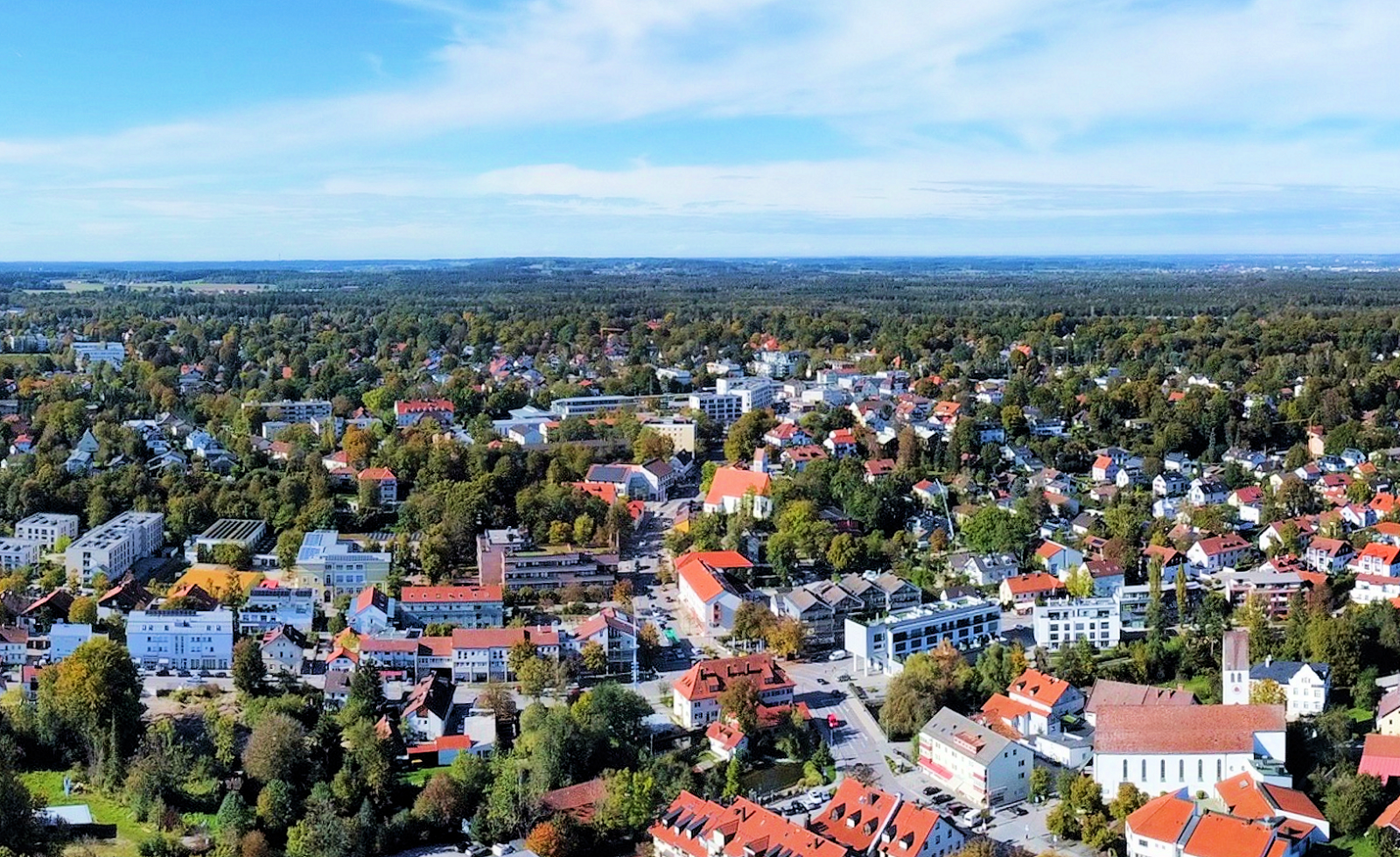
Blick auf das Zentrum von Gauting mit Würmbrücke, Hauptplatz und Bahnhofstraße

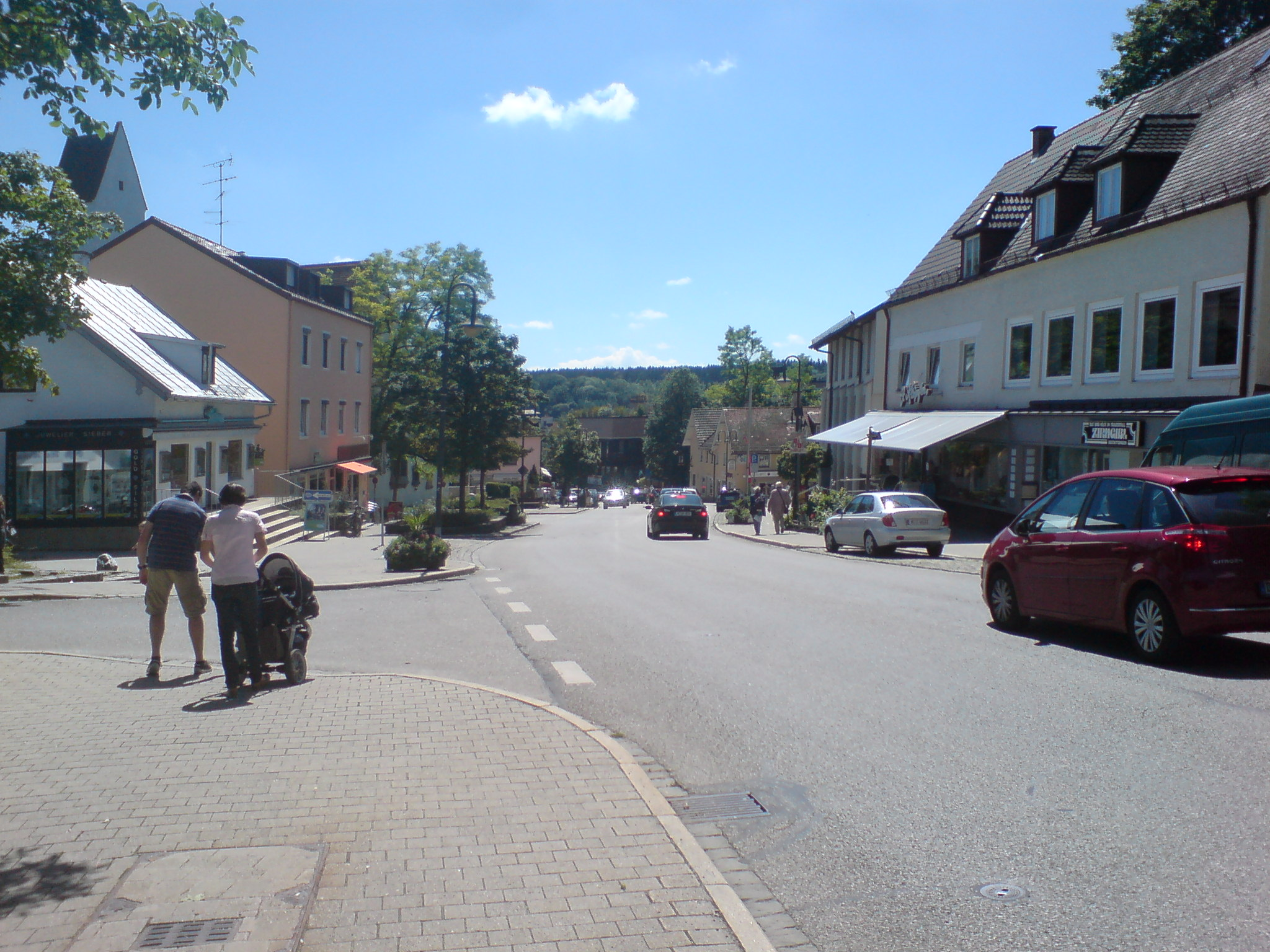
Die Bahnhofstraße im Zentrum von Gauting

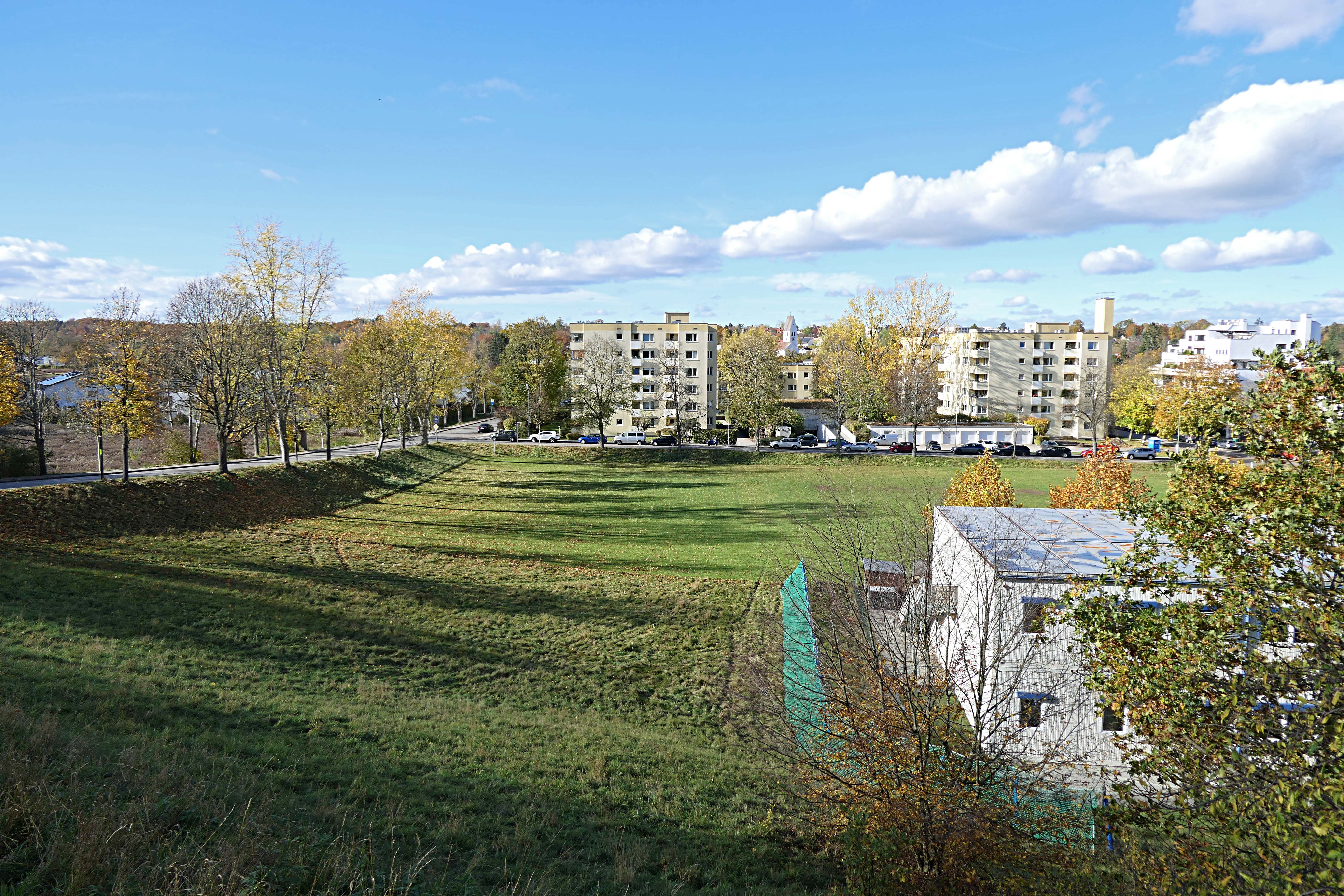
Gauting von Osten

Gauting ist eine Gemeinde im oberbayerischen Landkreis Starnberg und liegt südwestlich von München an der Würm.

## Geographie
Die Gemeinde hat 11 Gemeindeteile (in Klammern ist der Siedlungstyp angegeben):
- Buchendorf (Kirchdorf)
- Gauting (Stadtrandsiedlung)
- Grubmühl (Einöde)
- Hausen (Kirchdorf)
- Königswiesen (Siedlung)
- Mitterwies (Einöde)
- Oberbrunn (Kirchdorf)
- Oberwies (Einöde)
- Reismühl (Einöde)
- Stockdorf (Stadtrandsiedlung)
- Unterbrunn (Pfarrdorf)

Ehemals gehörten auch noch die alten Schwaigen Kreuzing und Pentenried (heute zu Krailling) zur Hauptmannschaft Gauting.
Es gibt die Gemarkungen Buchendorf, Gauting, Oberbrunn und Unterbrunn.
Im Osten grenzt Gauting an den Forstenrieder Park. Im Süden erstreckt sich das Würmtal bis zum Starnberger See. Südöstlich befindet sich der Buchendorfer Gemeindewald.

### Geologie
Die markanteste Geländeform des Gemeindegebiets ist das Würmtal, das im Süden (Mühltal) etwa 45 m tief eingeschnitten ist und sich nach Norden auf rund 15 m (bei Stockdorf) verflacht. Die größte Erhebung, ein Moränenrest der Rißeiszeit, befindet sich mit 659 m ü. NHN im Waldgebiet südwestlich des Gemeindeteils Oberbrunn und liegt 113 m über der mit 546 m ü. NHN tiefsten Stelle des Gemeindegebiets, dem Übertritt der Würm in das Gemeindegebiet von Krailling.
Ein weiteres Fließgewässer neben der Würm ist der Reßbach (auch Ressbach), der nördlich des Gemeindeteils Oberbrunn entspringt, durch Unterbrunn fließt, und nach fünf Kilometern im Kreuzlinger Forst, nahe der Römerstraße Gauting–Gilching, versickert.

## Geschichte

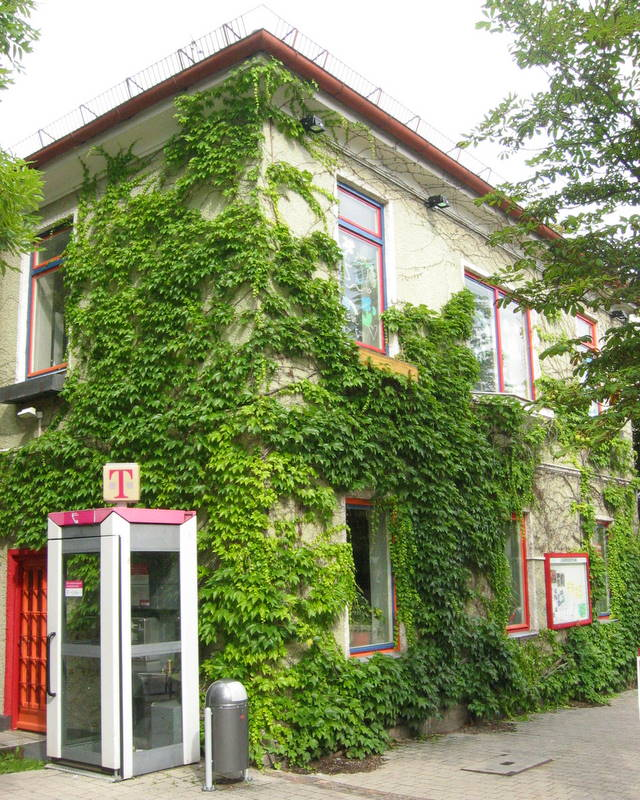
Ehemaliges Benefiziatenhaus, Alte Schule, Altes Rathaus, Umbau durch Jahn 1914

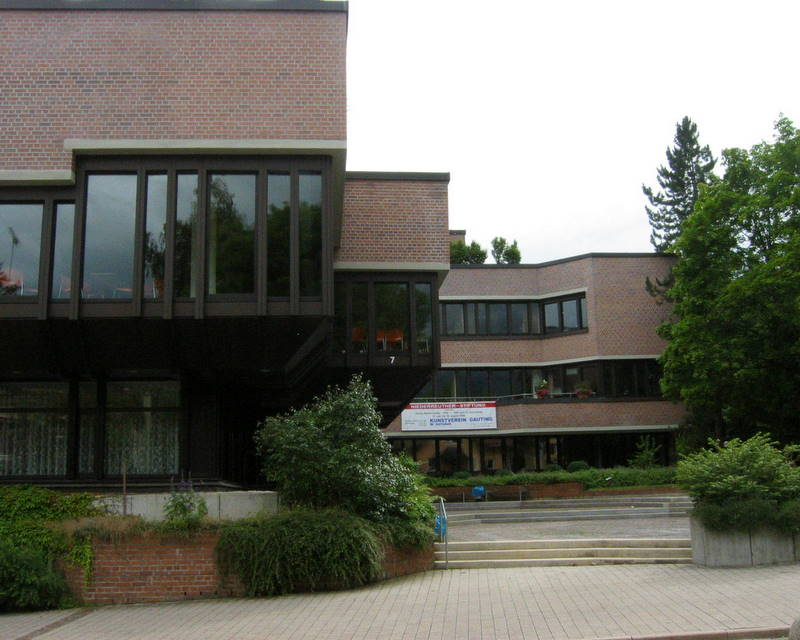
Neues Rathaus, geplant von Goebl, Grass, Rosner und Scholz, 1973–75

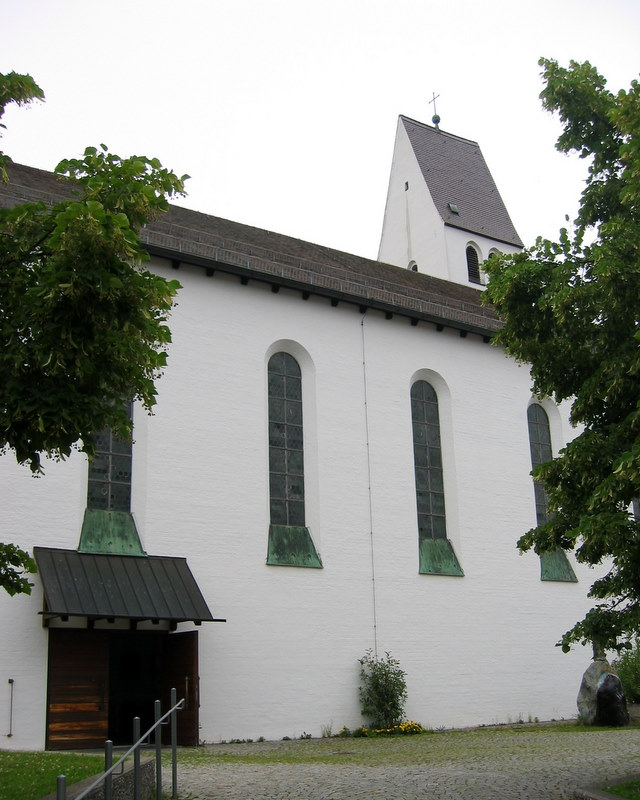
Katholische Pfarrkirche St. Benedikt

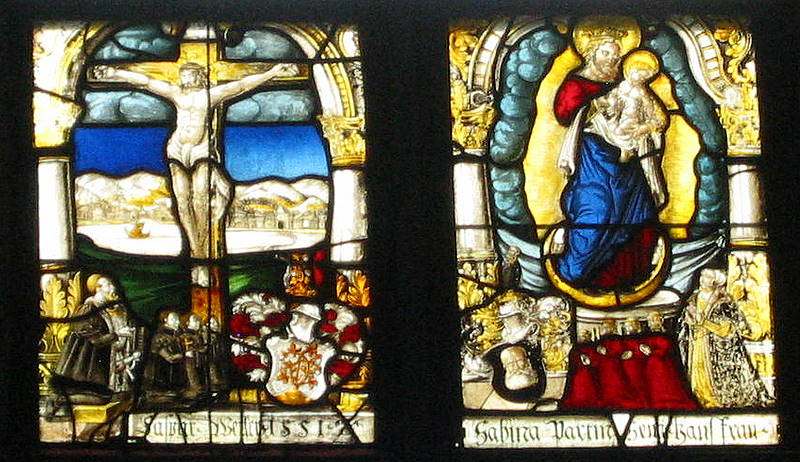
Glasgemälde in der Pfarrkirche St. Benedikt

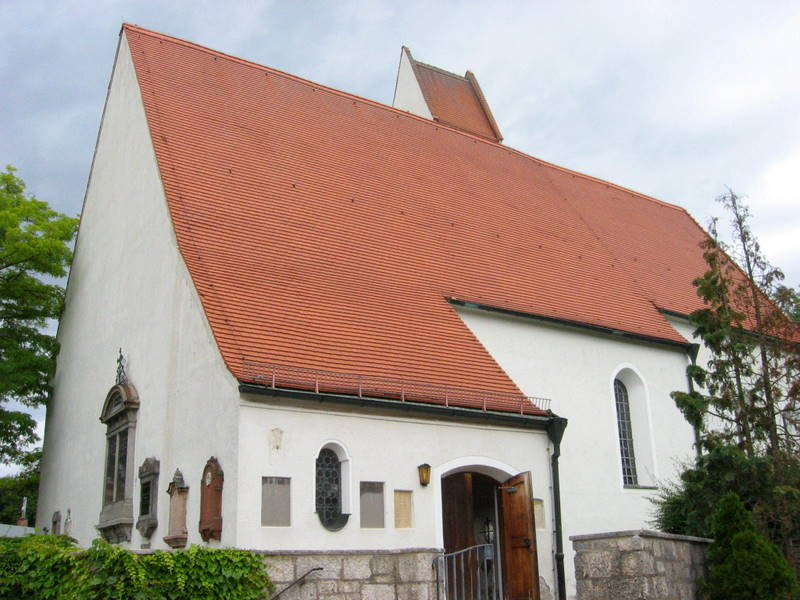
Frauenkirche

### Frühgeschichte
Das Gebiet der Gemeinde Gauting gehört zu den am frühesten besiedelten Bereichen in Oberbayern. Belege dafür sind z. B. die südlich von Gauting und beim Gemeindeteil Stockdorf gelegenen Grabhügel, die aus der Bronzezeit stammen. Im Gemeindeteil Buchendorf befindet sich zudem eine gut erhaltene Keltenschanze, die der Eisenzeit zugeordnet wird. Damit dürfte die Gautinger Mark eine der frühesten Lichtungen mit Ackerland im Münchner Waldgebiet sein.

### Antike
In der römischen Kaiserzeit befand sich in Gauting ein Übergang einer Römerstraße von Partenkirchen nach Norden über die Würm sowie um ein zugehöriges Lager der Besatzungstruppen. Die Identifizierung mit der römischen Straßenstation Bratananium an der Hauptverbindung zwischen Salzburg und Augsburg wurde in einem umstrittenen neueren Forschungsbeitrag als unwahrscheinlich bezeichnet. Die Zeit der römischen Besiedelung ist jedoch vielfach archäologisch belegt. Der spektakulärste Fund ist ein römisches Tonkruglager, in dem 1930 etwa 40 ganze und 200 zerbrochene Krüge aufgedeckt wurden. Später wurden ein Badehaus, Werkstätten, Wohnhäuser und Urnengräber mit zahlreichen römischen Beifunden ausgegraben.

### Mittelalter
Nach dem Rückzug der Römer im 5. Jahrhundert und der Neubesiedelung der Feldmark durch die Bajuwaren lässt sich eine erste eindeutig dem heutigen Gauting zuordenbare urkundliche Erwähnung ab dem 8. Jahrhundert nachweisen. Ein wichtigster Zeuge dieser Zeit ist ein Reihenfriedhof, der mehrere hundert Gräber umfasste. Der Ortsname, der in etwa „bei Cotto/Godo/Gozzo und seiner Sippe“ bedeutet, variiert in den Urkunden noch bis ins 18. Jahrhundert, obwohl die heutige Schreibweise bereits im Hochmittelalter auftaucht: 753 Goutingen, 776 Cotingas, 778 Goddinga, 800 Cuittinga, 809 Cotingas, 822 Cotingun, 856 Gotinga, 948 Gotzingun, 957 Kotingun, 1048 Gutingen, 1098 Cotzingen, 1150 Gutingin, 1130 Gutingen, 1164 Guttingen, 1296 Gautingen, 1342 Gauttingen, 1312, 1368 und 1372 Gauting, 1409 und 1465 Gautting. Das Dörfchen dürfte zur bajuwarischen Zeit jedoch kaum mehr als 30 bis 40 Menschen gezählt haben.
Auf Gautinger Gemeindegrund befand sich erstmals 934 urkundlich nachweisbar die Hofmark Königswiesen. Derselben Zeit wird auch die Entstehung der zweiten Hofmark Schloss Fußberg zugeordnet, die circa zwei Kilometer würmabwärts liegt.
Einer Legende zufolge wurde Karl der Große in der Gautinger Reismühle geboren, daher auch die Kaiserkrone im Gautinger Wappen. Die Angabe wurde erstmals in einer Chronik von 1472 durch einen Mönch aus Weihenstephan erwähnt.

### 19. Jahrhundert
Mit der Eröffnung der von Ulrich Himbsel erbauten Eisenbahnstrecke von München nach Starnberg im Jahr 1854 und der damit schnelleren Anbindung an die Landeshauptstadt begann auch der Aufstieg Gautings als Villenort. 1902 wurde die Villenkolonie gegründet.
Seitdem erfreut sich Gauting eines regen Zustroms an Ruhe und Wohnraum suchenden Pendlern.

### Nationalsozialismus
Nach der Machtergreifung der Nationalsozialisten wurde die Kommunistische Partei verboten und der Gautinger Gemeinderat nach den Reichstagswahlergebnissen neu zusammengestellt (NSDAP 7 Sitze, Bayerische Volkspartei 3 Sitze, SPD 4 Sitze, Kampfbund Schwarz-Weiß-Rot 1 Sitz). Außerdem wurden gleich in der ersten Gemeinderatssitzung nach der Wahl Adolf Hitler, Paul von Hindenburg und der in Gauting lebende Gauleiter, Minister und SA-Obergruppenführer Adolf Wagner zu Ehrenbürgern ernannt. Wenig später mussten alle Gemeinderatsmitglieder der NSDAP beitreten. Von 1935 bis 1944 war Hermann Nafziger Bürgermeister in Gauting.
Von 1936 bis 1939 wirkte der von Karl Barth und der Bekennenden Kirche geprägte evangelische Theologe Walter Hildmann in Gauting. Er baute die evangelische Gemeinde des Ortes auf. In seinen Predigten und im Religionsunterricht kritisierte Hildmann immer wieder den NS-Staat. Er wurde mehrfach denunziert, und nach einer Flugblattaktion zur Verhaftung und Verschleppung von Martin Niemöller ins Konzentrationslager wurde er von seinen Tätigkeiten suspendiert. Nach der Verurteilung zu vier Monaten Haft wurde er zur Wehrmacht eingezogen und kam in Frankreich ums Leben. Das evangelische Gemeindehaus wurde nach Walter Hildmann benannt.
1938–1939 wurde nach einem Entwurf des Luftwaffenbauamts zusammen mit dem Architekten Würsbach an der Unterbrunner Straße eine Flak-Kaserne errichtet, die 1943–1945 in ein Lazarett für an Tuberkulose erkrankte Luftwaffensoldaten umgebaut wurde. Nach Kriegsende wurde die Lungenklinik von der US-Armee für die Behandlung TBC-kranker Displaced Persons und KZ-Insassen genutzt. Heute wird das Areal unter anderem als Zentrum für Pneumologie und Thoraxchirurgie genutzt.
Während des Zweiten Weltkrieges litt die Gautinger Bevölkerung unter der Lebensmittelrationierung. Außerdem wurde der Gautinger Gemeindebereich bald zur Unterbringung von fast 3.200 Flüchtlingen aus dem Deutschen Reich genutzt. Besonders die Bombardierungen am 21. Juli 1944 waren verheerend. 35 Menschen starben, 14 Häuser sowie die Rüstungsfabrik Rößler wurden zerstört. Als das Kriegsende unmittelbar bevorstand, wurden die überlebenden 6.887 Häftlinge, bewacht von 600 SS-Leuten des Konzentrationslagers Dachau, auf Befehl des SS-Reichsführers Heinrich Himmler auf den Todesmarsch von Dachau über Pasing, Gräfelfing, Gauting, Starnberg und Wolfratshausen bis nach Tegernsee geschickt. Eines der ab 1989 errichteten Mahnmale erinnert in Gauting an diesen Elendszug.
Gerade einen Tag vor Einmarsch der alliierten Truppen sollte ein Sprengkommando am 29. April 1945 die Gautinger Würmbrücke zerstören, um den Vormarsch der Amerikaner zu behindern. Am folgenden Tag übergab Hans Penzl, Gautinger Sprecher der Freiheitsaktion Bayern, den Ort.

### Zeit nach 1945
Im Zuge der Gebietsreform in Bayern wurden 1978 die Gemeinden Buchendorf, Oberbrunn und Unterbrunn eingemeindet. Durch die Eingliederung eines Großteils des gemeindefreien Gebietes Unterbrunn vergrößerte sich zum Jahresanfang 2011 das Gemeindegebiet um  5,2116 Quadratkilometer.
Am 20. März 1983 erschoss ein Polizist am Gautinger Jugendzentrum einen 14-Jährigen. Die Polizei führte gegenüber am Rathaus eine Beobachtungsaktion durch, um eine Einbruchserie in der Bahnhofsstraße aufzuklären. Es wird vermutet, dass der Jugendliche im Jugendzentrum durch ein ungesichertes Fenster einsteigen wollte, um nach einer Party dort zu nächtigen. Der Beamte gab drei Schüsse ab, von denen einer den Jugendlichen am Kopf traf und ihn tödlich verletzte. Die Tat löste öffentliches Entsetzen aus, es wurden ein Trauermarsch und Mahnwachen organisiert.
Im Gautinger Gemeindeteil Stockdorf ereigneten sich im Verlauf der COVID-19-Pandemie in Deutschland die ersten bekanntgewordenen Infektionen außerhalb Asiens mit dem Coronavirus SARS-CoV-2 bei Mitarbeitern der Firma Webasto.
Aufgrund der angespannten Finanzlage der Gemeinde wurden 2023 verschiedene Bauprojekte verschoben. Darunter war eine Sanierung des Bahnhofsgebäudes, der Bau eines Obdachlosenheims oder der Bau eines permanenten Kindergartens auf der Postwiese.

### Einwohnerentwicklung
Zwischen 1988 und 2018 wuchs die Gemeinde von 17.750 auf 20.552 um 2.802 Einwohner bzw. um 15,8 %.

Einwohnerentwicklung von Gauting von 1840 bis 2016

| Jahr   | Einwohner |
| ------ | --------- |
| 1840 * | 1.204     |
| 1900 * | 1.995     |
| 1939 * | 5.333     |
| 1950 * | 9.644     |
| 1961 * | 12.264    |
| 1970 * | 15.153    |
| 1987 * | 17.561    |
| 1991   | 18.159    |

| Jahr | Einwohner |
| ---- | --------- |
| 1995 | 18.652    |
| 2005 | 19.382    |
| 2010 | 20.005    |
| 2015 | 20.268    |
| 2016 | 20.489    |
| 2018 | 20.552    |
| 2020 | 20.687    |

## Politik

### Bürgermeisterin
Erste Bürgermeisterin ist Brigitte Kössinger (CSU). Sie wurde im Jahr 2014 Nachfolgerin von Brigitte Servatius (SPD), die das Amt seit 2002 innehatte. Im Jahr 2020 wurde sie in der Stichwahl gegenüber Hans Wilhelm Knape (Bündnis 90/Die Grünen) mit 50,3 % der Stimmen im Amt bestätigt.

### Ehemalige Bürgermeister
- 1878–1899: Georg Spiegel, Landwirt
- 1900–1919: Johann Bergmoser, Landwirt
- 1919–1929: Otto Braungardt, Betriebsinhaber
- 1930–1935: Johann Bergmoser, Kaufmann
- 1935–1944: Hermann Nafziger, Kaufmann
- 1944–1945: Toni Hermann, Cafetier
- 1945–1945: Karl Doppelhammer, Schlosser
- 1945–1946: Hans Penzel, Sprachwissenschaftler
- 1946–1966: Hubert Deschler, Landwirt
- 1966–1978: Josef Cischeck, Beamter[25]
- 1978–2002: Ekkehard Knobloch, Rechtsanwalt[26]
- 2002–2014: Brigitte Servatius, Lehrerin[27]

### Gemeinderat
|  | Gemeinderatswahl Gauting 2020Wahlbeteiligung: 61,1 % 403020100 30,928,89,29,19,07,15,9n. k.n. k. CSUGrüneMfG/PiratencFDPMiFü 82131eUBGfSPDBiGhÖDPGewinne und Verlusteim Vergleich zu 2014 %p 14 12 10 8 6 4 2 0 −2 −4 −6 −8−6,0+12,7+3,8+1,6+9,0+3,4−6,7−3,7−3,4CSUGrüneMfG/PiratenFDPMiFü 82131UBGSPDBiGÖDPAnmerkungen:c Menschen für Gauting/Piraten; 2014: Piraten alleinee Miteinander Füreinander 82131f Unabhängige Bürger Gautingh Bürger in Gauting | Gemeinderatsmitglieder in Gauting seit 1. Mai 2020Insgesamt 30 Sitze - SPD: 2 - Grüne: 8 - MfG/Piraten: 3 - UBG: 2 - MiFü 82131: 3 - FDP: 3 - CSU: 9 |

| Jahr | CSU | SPD | Grüne | FDP | UBG | FBG | BiG | Piraten | ÖDP | MiFü 82131 | gesamt | Wahlbeteiligung |
| ---- | --- | --- | ----- | --- | --- | --- | --- | ------- | --- | ---------- | ------ | --------------- |
| 2020 | 9   | 2   | 8     | 3   | 2   | –   | –   | 3       | –   | 3          | 30     | 61,12 %         |
| 2014 | 9   | 3   | 4     | 3   | 1   | –   | 2   | 1       | 1   | –          | 24     | 59,1 %          |
| 2008 | 8   | 6   | 3     | 2   | 1   | 1   | 3   | –       | –   | –          | 24     | 60,0 %          |
| 2002 | 9   | 6   | 2     | 3   | 2   | 2   | 0   | –       | –   | –          | 24     | 61,8 %          |

2014–2020 Veränderungen durch Parteiwechsel
BiG = Bürger in Gauting
FBG = Freie Bürgergemeinschaft Gauting
UBG = Unabhängige Bürger Gauting
MiFü 82131 = Miteinander-Füreinander 82131

### Wappen
| Wappen von Gauting | Blasonierung: „In Blau ein silbernes Mühlrad mit zwölf Schaufeln, darüber schwebend eine goldene Kaiserkrone.“ |
| Wappen von Gauting | Wappenbegründung: Das Mühlrad ist allgemein ein Sinnbild für das Würmtal und seinen Reichtum an Mühlen. Es redet für die vielen Siedlungen in der Gemeinde, die mit -mühle zusammengesetzt sind. Seit dem 13. Jahrhundert sind Mühlen an der Würm belegt, die als Getreide- oder Sägemühlen, später auch als Pulvermühlen betrieben wurden. Im 19. und 20. Jahrhundert wurde die Wasserkraft auch für industrielle Fertigung und Elektrizitätsgewinnung genutzt. Konkret erinnert das Mühlrad an die Gautinger Ortsmühle und in Verbindung mit der Kaiserkrone an die in der Gemeindeflur gelegene Reismühle, in der nach einer örtlichen Überlieferung Kaiser Karl der Große 742 geboren sein soll. Die schon früh nachweisbaren Siedlungen Königswiesen und Karlsberg unterstreichen die Vermutung, dass sich in der nächsten Umgebung von Gauting karolingisches Königsgut befand. In der Tingierung werden die Farben der Wittelsbacher und Bayerns, Blau und Silber, aufgenommen. Die Gemeindefahne wird seit 1953 geführt. Dieses Wappen wird seit 1929 geführt. |

### Gemeindefahne
Die Gemeindefahne ist weiß mit aufgelegtem Wappen und wird seit 1953 geführt.

### Gemeindepartnerschaften
Der „Verein für deutsch-französisch-englische Partnerschaft Gauting e. V.“ fördert Informationsaustausch und gegenseitige Besuche.
- Seit 1973 mit Clermont-l’Hérault in der französischen Region Okzitanien.[32]
- Seit 2002 mit Patchway im englischen South Gloucestershire.[33]

## Wirtschaft

### Gewerbe
Die Gewerbesteuer A wurde 2024 von 300 auf 580 und die Gewerbesteuer B von 360 ebenfalls auf 580 Punkte erhöht.

#### Land- und Forstwirtschaft
Das Gemeindegebiet Gauting bestand laut amtlicher Statistik 2020 mit 1503 ha zu 27 % aus landwirtschaftlicher Fläche. Waldfläche machte mit 3026 ha sogar 55 % der Fläche aus. Der Großteil der landwirtschaftlichen Fläche wurde 2016 mit 705 ha durch den Anbau von Getreide genutzt. Die Anzahl der landwirtschaftlichen Betriebe sank von 2005 bis 2020 von 43 auf 25. Die Anzahl der Beschäftigten betrug 2020 nur noch 16 Personen.

#### Gewerbegebiete
Die Zahl beschäftigter Arbeitnehmer stieg von 2015 mit 5064 bis 2020 mit 5560 leicht an. Im selben Zeitraum stieg besonders die Anzahl der Beschäftigten im produzierenden Gewerbe von 1275 auf 1961, während zugleich die Zahl öffentlicher und privater Dienstleister von 2086 auf 1743 sank. Die Arbeitslosenzahlen stiegen von 2014 mit 278 bis 2020 mit 341 stark an. Sie lag 2019 noch deutlich niedriger bei 232, was auf einen pandemiebedingten Anstieg hinweist.
Gauting hat Anteil am gemeindeübergreifenden Air Tech Campus Oberpfaffenhofen (ATC) auf der Ostseite
des Sonderflughafens Oberpfaffenhofen
in der Gemarkung Unterbrunn.
Ein Teil der dort ansässigen Betriebe liegt
innerhalb des umzäunten Sicherheitsbereichs des Flughafens.
Zu den sich auf Gautinger Flur befindlichen Firmen im ATC Ost gehören
die General Atomics AeroTec Systems GmbH (Wartung und Bau der Dornier 228),
die Mynaric AG (Laser-Kommunikationssysteme),
die Diashop GmbH (Fach- und Versandhandel für Diabetikerbedarf) und die ASMPT Logistics GmbH (Logistik).
Die 2024 insolvent gegangene Lilium GmbH (Entwicklung des Lilium Jets) war hier ebenfalls ansässig.
Aufgrund fehlender Expansionsmöglichkeiten verlegte die AOA Apparatebau, einer der größten Arbeitgeber und Gewerbesteuerzahler der Gemeinde im Jahr 2013 seinen Betrieb vollständig in die Nachbargemeinde Gilching. Im Zuge der Flüchtlingskrise dienten die ehemaligen Werkhallen als Notunterkunft, seither stehen sie leer. Die Gebäude sollen abgerissen, und an deren Stelle ein neues Wohngebiet errichtet werden. Somit verbleibt mit dem Automobilzulieferer Webasto nur noch ein größerer Gewerbebetrieb in der Gemeinde, was zu einer zunehmend dramatischen Haushaltslage führt. Ein neues Gewerbegebiete im „Unterbrunner Holz“ wurde seit Jahren kontrovers diskutiert. Im Jahr 2020 gab es einen Kompromiss, der seit Juli 2021 durch einen neuen Plan ersetzt wurde. Hierbei soll das Unterbrunner Holz unangetastet bleiben und das Gewerbegebiet stattdessen zwischen dem Sonderflughafen Oberpfaffenhofen und Waldstück entstehen. Mit diesem Vorschlag ist nun auch nach jahrelangem Streit die angrenzende Gemeinde Gilching einverstanden. Das Gewerbegebiet heißt „Galileo-Park“ nach der Zufahrtsstraße. Zusätzlich entsteht an der Ammerseestraße am Ortsausgang eine neue, vergrößerte Polizeistation sowie ein kleines Gewerbegebiet, der sogenannte „Handwerkerhof“. Südlich davon ist auf dem ehemaligen Golfplatz eine Erweiterung des Gewerbegebiets geplant.

### Tourismus
Große Hotels in Gauting sind der Gautinger Hof am Pippinplatz sowie das Hotel Alpenhof an der Unterbrunner Straße. Die Anzahl der Gästebetten im Juni sank von 2015 mit 173 bis 2019 leicht auf 165. Im Jahr 2019 gab es knapp 13.000 Gäste bei 30.000 Übernachten, die zum Großteil aus dem Inland kamen.

### Krankenhäuser
In Gauting gibt es ein Krankenhaus für Lungenerkrankungen, die Asklepios Fachkliniken München-Gauting, Zentrum für Pneumologie und Thoraxchirurgie. Die Klinik hat nach eigenen Angaben 268 Betten und 500 Mitarbeiter und ist Lehrkrankenhaus der LMU.
Auf dem Gelände befindet sich seit 2001 auch das „Klinikum Fünfseenland Gauting GmbH“. Die Psychiatrische Klinik wurde 1956 vom Nervenarzt Phillip Schmidt in der Bergstraße als „Schmidt-Klinik“ gegründet und mehrfach erweitert. In 1980er Jahren erfolgte die Umbenennung in „Nervenklinik Gauting“, sowie 1992 die Umwandlung in eine GmbH. Seit 2010 trägt die Klinik ihren aktuellen Namen und seit der Bestellung 2018 sind auch öffentlich-rechtliche Unterbringungen möglich.
Die Aktion Knochenmarkspende Bayern wurde 1988 gegründet und befindet sich mit der Bayerischen Stammzellbank im ehemaligen Schwesternwohnheim im Südosten des Geländes. In dem Gebäude ist der Hauptsitz, es finden Voruntersuchungen und Stammzellspenden statt.

### Behörden

#### Bundesnachrichtendienst
Im Gemeindeteil Stockdorf befindet sich die Zentrale der Abteilung 2 des Bundesnachrichtendienstes (BND). Die Abteilung 2 betreibt elektronische Aufklärung (Abhören von elektronischer Kommunikation) und hat im gesamten Bundesgebiet verteilte Dienststellen. Sie war bis 2014 getarnt als „Bundesstelle für Fernmeldestatistik“.

#### Polizei
Gauting verfügt über eine eigene Polizeiinspektion, die ihren Sitz seit Januar 2025 in einem Neubau beim Handwerkerhof in der Pentenrieder Straße 1 hat. Das Gebäude mit rund 700 m2 Nutzfläche wurde im Dezember 2024 nach etwas mehr als zwei Jahren Bauzeit fertiggestellt und kostete circa 8,5 Millionen Euro. Es löste das seit 1958 von der Polizei genutzte Dienstgebäude in der Münchener Straße 18 ab, das 1937 erbaut worden war und sich das Grundstück mit der Freiwilligen Feuerwehr teilte. Im Rahmen des Konzeptes „Bayerische Polizei 2025“ soll die Anzahl der Beamten nach dem Umzug in die neue Dienststelle von 30 auf 47 erhöht werden. Außerdem wurde der Zuständigkeitsbereich der Inspektion erweitert. So gehören seit Jahresbeginn 2023 die angrenzende Gemeinde Gilching (zuvor Polizeiinspektion Germering) und seit Jahresbeginn 2025 der Ortsteil Stockdorf und die Gemeinde Krailling (zuvor Polizeiinspektion Planegg) zum Gebiet der Gautinger Dienststelle, das somit drei Gemeinden mit einer Fläche von 103 Quadratkilometern und 48.600 Einwohnern umfasst.

## Verkehr

### Bahnhof
Der Bahnhof Gauting liegt an der Bahnstrecke München–Starnberg–Garmisch-Partenkirchen. Der Personenverkehr zwischen München und Gauting wurde am 16. Juli 1854 aufgenommen, im November desselben Jahres erreichte man bereits Starnberg, und 1889 war die Strecke bis Garmisch fertig. Bereits 1902 wurde die Strecke München–Gauting auf vier Gleise ausgebaut und zusätzlich mit Vorortzügen bedient; dabei entstand in Stockdorf ein zweiter Haltepunkt im Gemeindegebiet.
Im Jahr 1972 wurden die Vorortzüge von der neu eingeführten S-Bahn München abgelöst und diese über Gauting hinaus bis Tutzing geführt. Gleichzeitig wurden die Regionalzughalte in Gauting immer weiter ausgedünnt und 1984 schließlich ganz aufgegeben. Der Regional-Bahnsteig ist inzwischen nicht mehr zugänglich und fast vollkommen verwittert. Die Strecke wird von Güterzügen nicht mehr regelmäßig benutzt. Im Fernverkehr verkehren an den Wochenenden planmäßig mehrere ICE-Zugpaare nach Garmisch-Partenkirchen, ohne Halt in Gauting. Ein Abriss des Bahnhofs wurde 2010 beschlossen, aber nicht umgesetzt. Eine Sanierung mit Anbau wurde 2023 aufgrund von Finanzsorgen verschoben.

### Buslinien
Gauting wird durch mehrere Regionalbuslinien des MVV mit dem Bahnhof als zentralem Knotenpunkt mit seinen Nachbarorten, einschließlich einer Anbindung an das südwestliche Ende der U-Bahn München in Fürstenried West erschlossen. Vor allem morgens und mittags bedienen die Linien vornehmlich den Schülerverkehr und werden zum Teil auf abweichenden Routen über die örtlichen Schulen geführt. Seit August 2018 wird eine zusätzliche Schnellbuslinie (X910) betrieben, welche mit nur wenigen Zwischenhalten vom Bahnhof Weßling über das Gewerbegebiet am Flughafen Oberpfaffenhofen und über Gauting zum U-Bahnhof Klinikum Großhadern verkehrt.
| Linie | Linienverlauf                                                                | Verkehrsunternehmen  |
| ----- | ---------------------------------------------------------------------------- | -------------------- |
| X910  | Weßling S – Gauting S – Klinikum Großhadern U                                | Busservice Watzinger |
| 906   | Planegg S West – Krailling, KIM – Gauting S (– Unterbrunn)                   | Demmelmair           |
| 936   | Gauting S – Fürstenried West U                                               | Demmelmair           |
| 949   | Gilching-Argelsried S – Gauting S                                            | Demmelmair           |
| 955   | Weßling S – Oberbrunn – Starnberg Nord S                                     | Demmelmair           |
| 963   | Gauting S – Pentenried – Unterbrunn                                          | Demmelmair           |
| 965   | Buchendorf – Gauting S                                                       | Demmelmair           |
| 966   | Gauting S – KIM – Gauting S (– Krailling/Germering-Unterpfaffenhofen S)      | Demmelmair           |
| 968   | Planegg S West – Stockdorf, Harmsplatz – Gauting S (– Gauting, Schulzentrum) | Demmelmair           |
| 969   | Unterbrunn – Oberbrunn – Gauting S                                           | Demmelmair           |

Darüber hinaus betreibt die Gemeinde einen Bürgerbus-Service auf vier innerörtlichen Routen und an drei festen Tagen in der Woche. Im Jahr 2020 wurde ein neuer Bus angeschafft.

### Straßen und Brücken
Durch das Zentrum von Gauting führt die mit 27.000 Kraftfahrzeugen pro Tag stark frequentierte Staatsstraße St 2063. Die dazugehörende Brücke im Ortskern ist auf viele Kilometer die einzig legale Möglichkeit, die Würm mit einem Kfz zu queren. Im Jahr 1996 wurden an der alten, aus den Vorkriegsjahren 1938/39 stammenden „Würmbrücke“ erhebliche Schäden festgestellt, die einen Ersatzneubau unumgänglich machten. Der Plan, im Grubmühlerfeld eine Umgehungsstraße und damit eine zweite Würmbrücke („Nordbrücke“) zu errichten, wurde 1997 in einem Bürgerentscheid mit großer Mehrheit abgelehnt, ist aber noch immer im Flächennutzungsplan der Gemeinde vorgesehen. Die weiteren Planungen zogen sich bis 2006 hin. Die neue, nunmehr dreispurige Brücke mit beidseitigen Geh- und Radwegen wurde nach nur 18 Monaten Bauzeit am 15. September 2007 eingeweiht. Namenspatron ist nun die französische Partnerstadt Clermont-l’Hérault, die direkt daneben liegende Bushaltestelle behielt aber die alte, und in der Bevölkerung noch immer geläufigere Bezeichnung „Würmbrücke“.
An der Reismühle existiert eine weitere Querungsmöglichkeit über die Doppelbrücke „Reismühle West“ und „Reismühle Ost“, welche über Privatgrund führt. Eine Nutzung durch Fußgänger und Radfahrer wird geduldet, für Kfz aber gilt ein Durchfahrtsverbot, zudem wird die Durchfahrt durch eine abschließbare Halbschranke versperrt. Weiterhin ist die Brücke „Reismühle West“ eine Holzkonstruktion mit eingeschränkter Tragfähigkeit. Im weiteren Verlauf Richtung Norden folgen sechs Fußgängerbrücken, die seit 2013 offizielle Namen tragen. Sie heißen Römersteg, Lederersteg, Schlossparksteg Süd, Schlossparksteg Nord, Schlossbrücke und Fuchssteg. Erst im angrenzenden Ortsteil Stockdorf/Grubmühl folgt mit der „Brücke Grubmühl“ wieder eine Kfz-Brücke, auf der Nordseite ist die Durchfahrt in Richtung Gauting aber ebenfalls für Kfz verboten. Umleitungsverkehr muss daher bis ins noch weiter nördlich gelegene Krailling ausweichen.
Am 27. Oktober 2012 wurde die Umfahrung von Ober- und Unterbrunn (Staatsstraße 2069) freigegeben, mit deren Bau 2010 begonnen worden war.
Immer wieder wird der Münchner Autobahn-Südring der A 99 ins Gespräch gebracht, also die Verbindung zwischen der Lindauer Autobahn A 96 und der Garmischer Autobahn A 95, und weiter bis zum Autobahnkreuz München-Süd. Dessen alte Planungstrasse führte durch das Landschaftsschutzgebiet Grubmühlerfeld, wogegen sich Gemeinde, Einwohner und verschiedene Bürgerinitiativen vehement wehrten. In der 2006 vom Bayerischen Landtag beschlossenen Machbarkeitsstudie werden nun mehrere Trassenmöglichkeiten geprüft, die Finanzierung des Südringes scheint aber momentan ohnehin nicht möglich zu sein. Deshalb wurde er im März 2013 durch die bayerische Landesregierung von der Liste der bayerischen Projekte zum Bundesverkehrswegeplan gestrichen, so dass dessen Realisierung derzeit ausgeschlossen ist. Die Diskussion hält dennoch weiter an.

## Kultur und Sehenswürdigkeiten

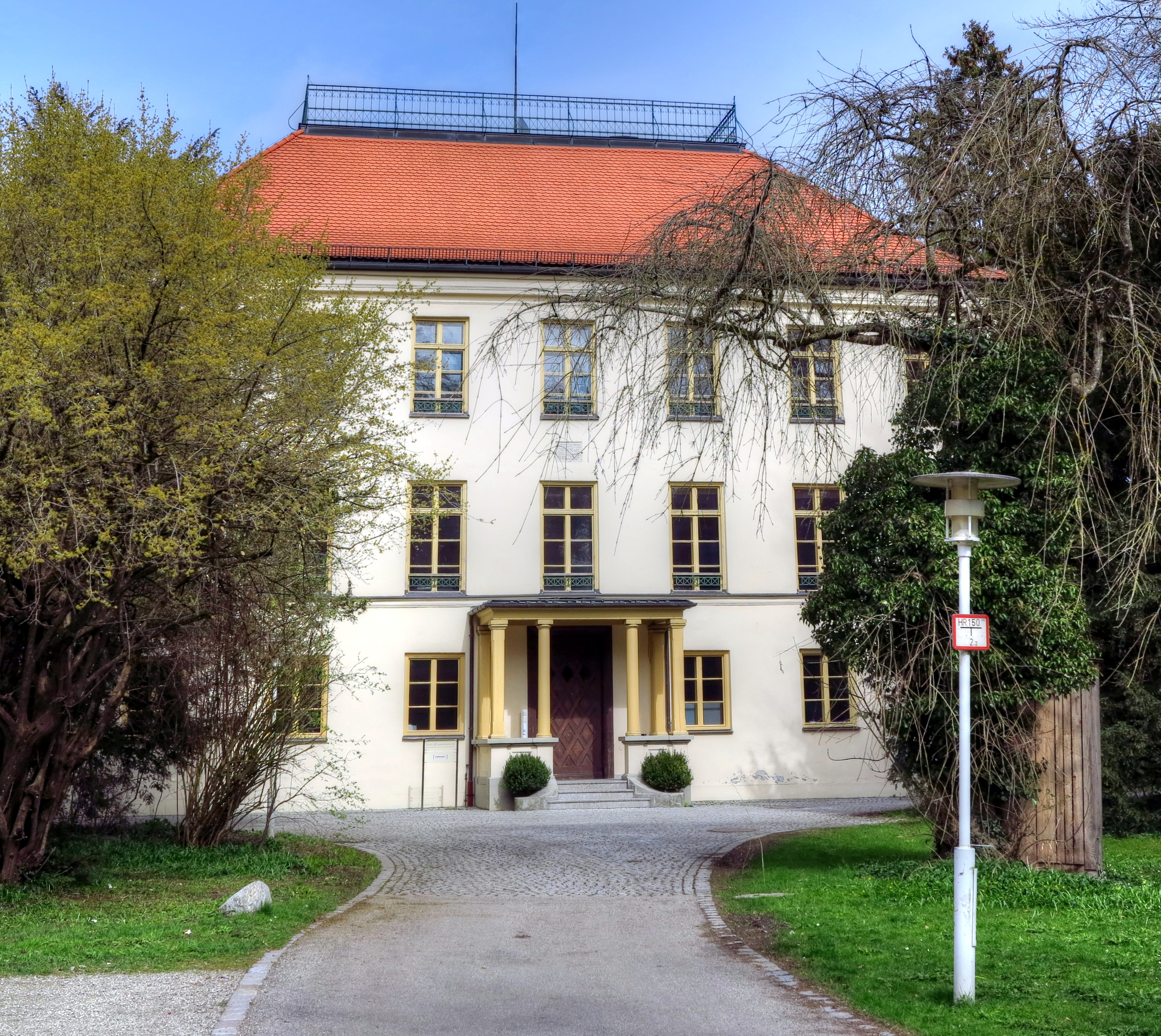
Schloss Fußberg

### Bauwerke

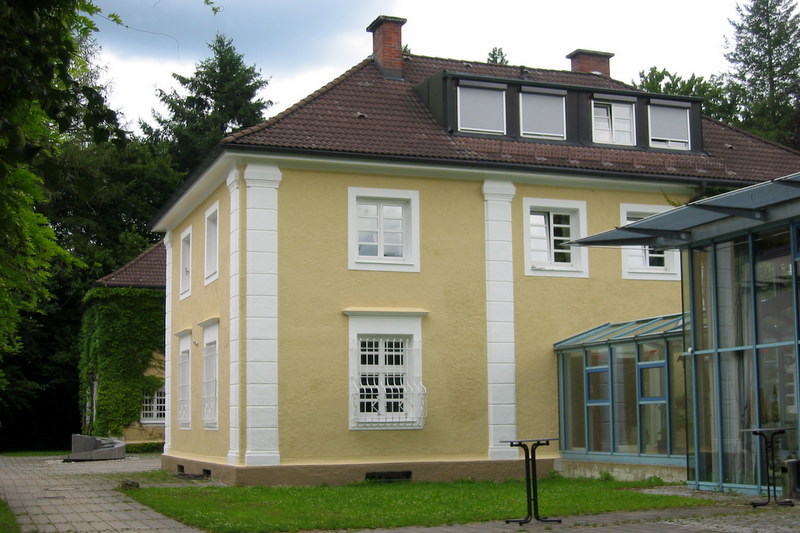
Villa Junkers

- Schloss Fußberg: im östlichen Teil der Gemeinde, an einer Würmschleife gelegen, erstmals erwähnt im 12. Jahrhundert, umgebaut 1721 und 1894–1897.
- Katholische Filialkirche Unsere Liebe Frau aus der ersten Hälfte des 15. Jahrhunderts, erweitert im 18. Jahrhundert.
- Katholische Pfarrkirche St. Benedikt, schon 800 als Schenkung an das Kloster Benediktbeuern erstmals erwähnt. Von dem spätgotischen Bau aus dem 15. Jahrhundert ist nur noch der Turm in Teilen erhalten. Der gegenwärtige Bau wurde 1934–1935 von Georg Buchner errichtet.
- Christuskirche, 1928 eingeweihte evangelische Kirche. Entwurf von Theodor Fischer, Fresken von Max Unold.
- Haus Zerboni, eine malerische historisierende Villa, erbaut um 1905.
- Villa Junkers, eine repräsentative Villa, erbaut 1923 von Bernhard Borst im modern-historisierenden Stil für Oberregierungsrat Jucht, später bewohnt von Hugo Junkers.
- Altes Rathaus (jetzt Jugendzentrum): Das Haus ist im Kern sehr alt und gehörte zur Dichtl’schen Kirchenstiftung (Benefiziatenhaus). Es war 1804 teilweise eingestürzt und wurde saniert für die Verwendung als Schule von 1805/06 bis 1914. 1878 übernahm die Gemeinde das Gebäude, ließ es um eine Etage aufstocken und einen Anbau daransetzen. 1914 wurde das  Volksschulhaus gebaut, der Schulbetrieb zog dorthin um und die ehemalige Schule wurde für die Verwaltung umgebaut. Beim Neubau des Rathauses wurde das Gebäude 1975 zum Jugendzentrum umgebaut.[61]
- Ehemaliges Direktionsgebäude der Austria Zigarettenfabrik in modern-historisierender Form, um 1925.
- Im Jahr 1966 zog das 1926 eröffnete Würmbad aus dem Ortskern an den südlichen Ortsrand, und erhielt neben dem Flussbad zusätzlich gemauerte Schwimmbecken, darunter auch – zu jener Zeit noch eine Seltenheit – ein sporttaugliches 50-Meter-Becken.[62] Im Zuge der olympischen Sommerspiele von München diente das Sommerbad im Jahr 1972 als Trainingsanlage für die Athleten aus Japan, Frankreich, Dänemark, Island und Österreich.  Zu diesem Zweck entstand auf Kosten der Olympiagesellschaft eine zusätzliche beheizte Umkleide- und Duschanlage mit direktem Zugang zum Sportbecken. Das Baden in der Würm wurde später verboten, der Uferbereich entlang der Liegewiese mit einem Zaun abgegrenzt.[63]
- Das in zahlreichen Erzählungen und Filmen von Herbert Achternbusch vorkommende Gasthaus Würmbad wurde 1976 abgerissen. An dessen Stelle entstand ein Laden- und Wohngebäude mit dem Namen „Würmtal-Arkaden“.[64]
- Seit 2005 besteht das Bürger- und Kulturhaus Bosco, welches aus dem ehemaligen Don-Bosco-Heim hervorging. In zwei Sälen finden Theater- und Musikveranstaltungen sowie Lesungen statt. Außerdem können Räume für kommerzielle und private Veranstaltungen gemietet werden.[65]

### Denkmale
- Seit 1989 erinnert eine Bronze-Skulptur des Bildhauers Hubertus von Pilgrim am Friedhof in der Planegger Straße an den von der SS überwachten Todesmarsch Tausender Häftlinge aus dem KZ Dachau vom April 1945. Identische Plastiken stehen weiterhin an der Marschroute, unter anderem in Fürstenfeldbruck, München-Allach, München-Pasing, Gräfelfing, Planegg, Krailling, Grünwald, Berg (Starnberger See)-Aufkirchen und Wolfratshausen. Eine Kopie des Denkmals steht seit 1992 als Geschenk der Gemeinde in der Shoa-Gedenkstätte Yad Vashem in Jerusalem.

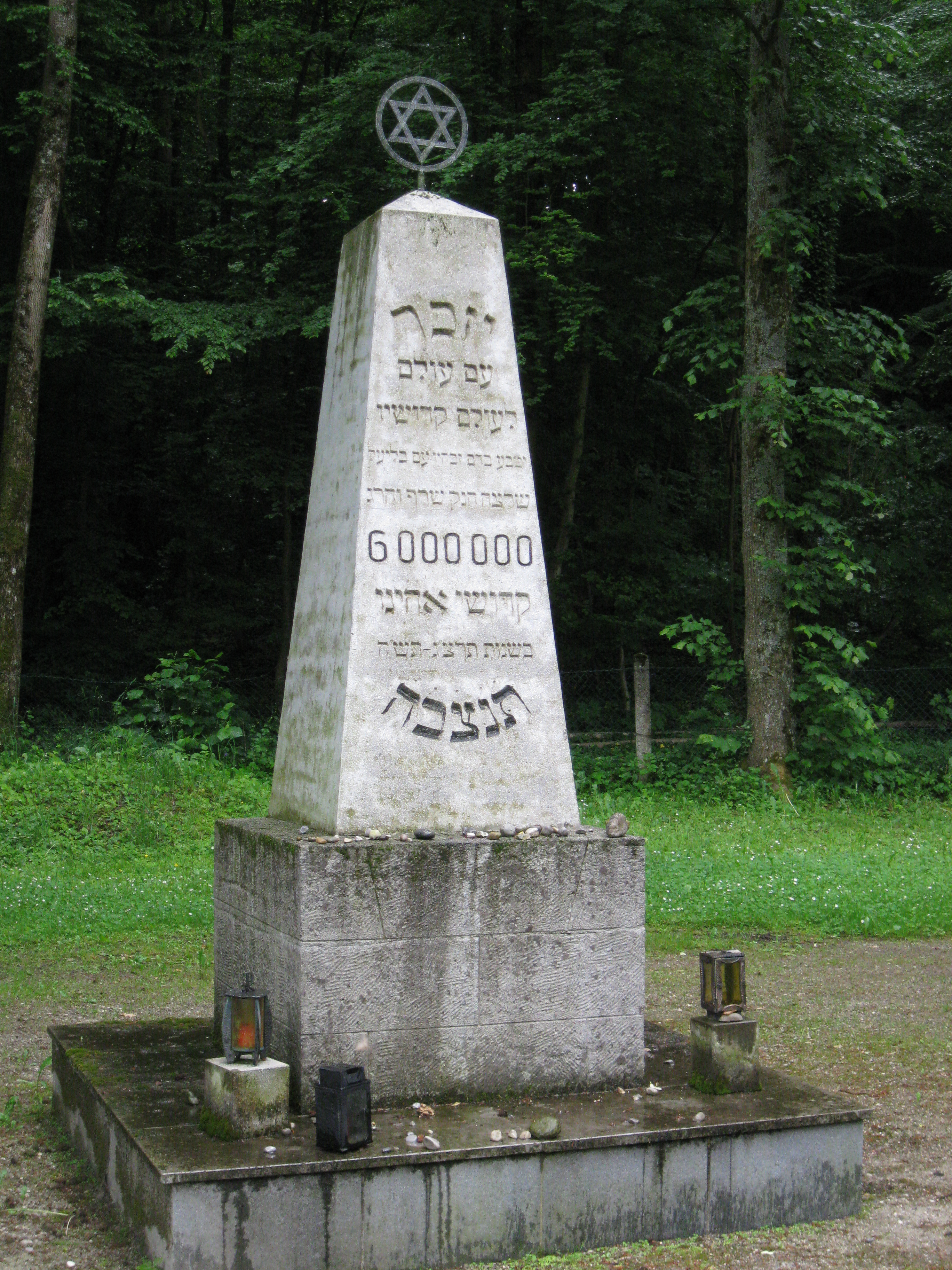
Mahnmal auf dem Jüdischen Friedhof Gauting

- Auf dem Jüdischen Friedhof Gauting erinnern Grabstätten an 143 KZ-Opfer, die teilweise noch nach ihrer Befreiung an den Folgen der Haft starben.[66] Darüber hinaus erinnert das Mahnmal auf dem Friedhof an die sechs Millionen Opfer des Holocaust.

### Schulen
Fünf staatliche Schulen befinden sich im Gemeindegebiet. Eine von Elterninitiativen immer wieder gewünschte Waldorfschule kommt wegen zu geringer Anmeldezahlen seit Jahren nicht über das Planungsstadium hinaus.

#### Josef-Dosch-Grundschule
Das ehemalige Haupthaus wurde 1898 als Hotel in unmittelbarer Bahnhofsnähe errichtet, und nach einigen Umnutzungen in den 1950er Jahren zum Schulgebäude umgebaut, und unter Denkmalschutz gestellt. Hinzu kamen ein ehemaliges Wohnhaus als Verwaltungstrakt, ein großzügiges Erweiterungsgebäude aus den 1960er Jahren sowie eine eigene Turnhalle aus dem Jahr 1998, zeitgleich wurde der Erweiterungsbau aufgestockt. 2012 wurde ein weiteres Zusatzgebäude auf dem Schulgelände errichtet, hierzu musste ein Sportfeld geopfert werden.
Im März 2010 stürzte während eines Wochenendes ein Teil der Deckenkonstruktion im Hauptgebäude ein, dieses musste umgehend vollständig gesperrt werden. Nach einigen Zwischenlösungen im Bezug auf Räumlichkeiten, in denen die dritten und vierten Klassen vorübergehend unterrichtet werden konnten, bis das weitere Vorgehen klar war, wurde für diese ein Containergebäude weitab vom eigentlichen Schulgelände auf einer freien Wiese errichtet. Mit Beginn des Schuljahres 2010/2011 wurden die Klassen neu aufgeteilt, und eine „Sprengel-Lösung“ angewendet. Sämtliche bestehende Klassen wurden so auf die beiden Standorte aufgeteilt, dass die überwiegende Zahl der Kinder einen möglichst kurzen Weg zur Schule hat. Die ersten Klassen wurden von vornherein wohnortnah an beiden Standorten gebildet. Faktisch operiert seither der ausgelagerte Teil damit wie eine unabhängige zweite Grundschule. Zum Schuljahr 2014/2015 zog die Containerschule in das aufwendig renovierte und modernisierte Volksschulhaus in der Schulstraße um, gilt aber – entgegen früheren Planungen – nicht als eigene Schule, sondern weiterhin lediglich als Zweigstelle.
Das Containergebäude wurde von der Gemeinde gekauft, und an den Verein Lebenshilfe Starnberg verpachtet, welcher dort eine Kinderkrippe mit integrierten Kindergarten und Hort betreibt. Das ehemalige Haupthaus wurde vom Denkmalschutz entbunden, verkauft, und im Spätsommer 2017 abgerissen. Der 2021 an dessen Stelle fertiggestellte, „Karl's“ genannte Neubau enthält rund 3000 m² Gewerbeflächen, 52 Wohnungen, und 139 Kfz-Stellplätze.

#### Grundschule an der Würm (Stockdorf)
Stockdorf besitzt seit 1910 seine eigene Grundschule, auch ein Teil der Kinder aus Buchendorf wird hier unterrichtet. Auch die Stockdorfer Schule wurde mehrfach vergrößert. 1954 zog die Schule in die Zugspitzstraße (2023 umbenannt zu Wettersteinstraße), 1968 kam ein Erweiterungsbau hinzu. 1991 wurde der ältere Gebäudeteil abgerissen und durch einen wesentlich vergrößerten Neubau ersetzt. Planungen sehen nun vor, den Erweiterungsbau ebenfalls abzureißen, um ihn durch ein deutlich größeres Bauwerk zu ersetzen.

#### Paul-Hey-Mittelschule (bis 2012 Paul-Hey-Hauptschule)
Die Paul-Hey-Mittelschule entstand 1985, als man wegen Platzmangel aus dem Haupthaus der Volksschule auszog und in ein neues Areal am Ortsrand, in direkter Nachbarschaft zum Gymnasium, zog. Mit dem Umzug wurden die Hauptschulklassen aus der Josef-Dosch-Volksschule ausgegliedert und in die neugegründete Hauptschule überführt.

#### Gymnasium
Das Otto-von-Taube-Gymnasium wurde 1967 gegründet. Anfangs wurden dafür Räume sowohl in der Volks- als auch in der Realschule genutzt, am 18. November 1971 fand der Umzug in einen Neubau in einem Waldgebiet am Ortsrand von Gauting statt. 1974 wurden erstmals über 1000 Schüler unterrichtet, 1975 ein Erweiterungsbau bezogen. Seit 2003 besteht ein Förderzweig für Hochbegabte in Zusammenarbeit mit der TU München. Seit 2012/13 gibt es einen gemeinsamen Schulhof mit dem Neubau der Realschule auf dem ehemaligen Sportplatz des Gymnasiums, im Gegenzug stehen die zusätzlichen Sportanlagen der Realschule auch dem Gymnasium zur Verfügung.

#### Realschule
Die Staatliche Realschule Gauting wird von einem Zweckverband getragen, dem sieben umliegende Gemeinden sowie die Landkreise Starnberg und München angehören. 1955 bezog die Volksschule ihr neues Haupthaus direkt am Bahnhof, und die neu gegründete Realschule übernahm das 1912 erbaute Volksschulhaus in der Schulstraße. Während die Volksschule am neuen Ort über zahlreiche Erweiterungsmöglichkeiten verfügte, musste die Realschule mit dem auf zwölf Klassen ausgerichteten, und nicht weiter erweiterungsfähigen Bau auskommen. Mit stetig steigenden Schülerzahlen mussten zahlreiche Räume im nahen Rathaus sowie leerstehende Geschäftsräume in fußläufiger Umgebung angemietet, und als Schulraum genutzt werden. Im Schuljahr 2011/12, dem letzten im Ortskern, wurden 24 Klassen unterrichtet. Zum Schuljahr 2012/13 starteten bereits 26 Klassen in dem auf 28 Klassen ausgelegten Neubau der Realschule auf dem nun offiziell „Campus“ genannten gemeinsamen Areal von Mittelschule, Realschule und Gymnasium. Das Volksschulhaus wird seit 2014 – nach aufwendiger Renovierung und Modernisierung – wieder von der Josef-Dosch-Schule genutzt.

### Gemeindebibliothek
Im Untergeschoss des Rathauses befindet sich die Gemeindebibliothek, die über 30.000 Bücher und 25.000 eMedien verfügt. Sie hat etwa 2500 aktive Nutzer und 33.000 Besucher pro Jahr. Zudem wird eine Bibliothek der Dinge sowie eine Saatgutbibliothek angeboten.

### Vereine
Im Jahr 1973 wurde die Schwimmabteilung des TSV Gauting nach dem Hype um die Olympischen Spiele 1972 gegründet. Seitdem orientierte sich der Verein vom Leistungs- zum Breitensport. Zu Spitzenzeiten in den 1980er Jahren hatte die Abteilung 400 Mitglieder und Stand 2023 waren es noch 190.
Im Mai 2005 ging der 1901 gegründete Sportverein TSV Gauting mit 540.000 Euro Schulden in die Insolvenz. Daraufhin wurde der Gautinger SC als Nachfolgeverein gegründet. Außerdem machten sich einige Abteilungen selbstständig, beispielsweise die Handballer als HC Gauting, und zunächst auch Fußballer und Tennisspieler. Im Jahr 2015 hatte der Verein 2000 Mitglieder und seit der Neugründung 1,2 Millionen Euro investiert. Nach eigenen Angaben waren es 2022 rund 2160 Mitglieder, wobei die größten Abteilungen Fußball und Turnen sind.
Überregional bekannt ist die Gautinger Baseball-Mannschaft Gauting Indians, die aus einem Schulprojekt des örtlichen Otto-von-Taube-Gymnasiums hervorging und von 2004 bis 2012 in der 1. Baseball-Bundesliga spielte. 2012 zog man sich aus finanziellen Gründen in die 2. Bundesliga zurück. Im Oktober 2024 gelang der Wiederaufstieg in die erste Bundesliga.
Der 1912 gegründete Trachtenverein „D'Würmlust Stamm“ feierte im Mai 2023 sein 111-jähriges Bestehen. Bei dem Festgottesdienst und Trachtenumzug waren 2800 Trachtler aus der Region anwesend. Der Verein selbst hat 106 aktive Mitglieder.
Im Jahr 2002 wurde der Kammerchor collegium:bratananium gegründet. Er ist nach dem römischen Namen für Gauting benannt und wurde 2015 zu einem eingetragenen Verein. Zeitweise sang die Opernsängerin Jana Baumeister im Chor, der von 2010 bis 2022 von Johannes X. Schachtner geleitet wurde.
Im Jahr 1908 wurde der Obstbauverein Gauting und Umgebung gegründet und im Jahr 1936 zum heutigen Gartenbauverein umbenannt. Während des Ersten Weltkriegs ruhte die Tätigkeit und wurde in der Zwischenkriegszeit trotz Inflation fortgesetzt. Während des Zweiten Weltkriegs stieg die Mitgliederzahl auf bis zu 603, da über den Verein u. a. Düngemittel beziehbar war. Der Gartenbauverein wurde direkt 1946 neu gegründet und erst 1994 kam es zu einem Umbau der Vereinsstrukturen. Bis heute hat er bei verschiedenen Gelegenheiten Bäume im Gemeindegebiet gespendet. Der Verein war seit 1998 im Keller der Grundschule Gauting untergebracht und verlor 2010 durch die Sperrung des Hauptgebäudes seinen Sitz. Nach zwei Wechseln sitzt der Verein seit 2017 in der Grubmühlerfeldstraße 12. Im Jahr 2017 hatte der Verein 330 Mitglieder.
Ein kulturell geprägter Verein ist der 1999 gegründete Verein Remise Schloss Fußberg e. V., der sich das Ziel gesetzt hat die alte Wagenremise neben dem Schloss Fußberg zu einem Veranstaltungssaal für Konzerte und Bürger umzubauen. Seit 2009 findet alljährlich das „Kleine Sommerfestival“ mit vielen Veranstaltungen statt.

### Feuerwehr
In der Münchener Straße 18 befindet sich das Feuerwehrhaus der Freiwilligen Feuerwehr Gauting. Diese wurde am 17. November 1872 gegründet und hat 88 Erwachsene und 29 Jugendliche als Mitglieder (Stand 2022). Sie verfügt über ein HLF, ein LF, eine Drehleiter, einen Rüstwagen, einen Lkw und mehrere kleinere Fahrzeuge (KdoW, MTF und MZF), sowie den Gerätewagen Gefahrgut des Landkreises. Die 150-Jahr-Feier musste auf das Jahr 2024 verschoben werden.

### Günther-Klinge-Preis
Seit dem 15. April 1980 verleiht die Gemeinde Gauting den mit zweimal 1000 Euro dotierten Günther-Klinge-Preis für besondere Leistungen in der bildenden Kunst, Architektur, Literatur, Schrifttum, Musik, Theater, Film, ausübender und darstellender Kunst. Benannt ist er nach dem Unternehmer und Ehrenbürger Günther Klinge. Seit 2015 wird der Preis nur noch alle zwei Jahre vergeben. 2020 ist zum Kuratorium noch ein Jugendvertreter hinzugekommen. Bisherige Preisträger waren:
- 1980: Hans Olde der Jüngere (Kunstmaler), Susanne Forster / Stefan Fichert („London Puppet Players“)
- 1981: Ludwig Kusche (Pianist und Musikwissenschaftler), Orchestervereinigung Gauting
- 1982: Ernst Haider (Kunstmaler), Winfried Bauer (Gymnasiallehrer)
- 1983: Michael Schmaus (Religionsphilosoph), Wolfgang Leibnitz (Pianist)
- 1984: Ruth von Zerboni (Schauspiellehrerin), Felix Jacob (Kunstmaler)
- 1986: Friedrich Hirsch (Bildhauer)
- 1988: Gudrun Haag (Harfenistin), Mechthild Lobisch (Kunsthandwerk)
- 1989: Francis Dubois (Pädagogik), Johannes Schachtner (Musik), Revuegruppe des Gymnasiums (Musiktheater)
- 1990: Barbara von Wulffen (Literatur), Karin Beck (Malerei)
- 1991: Kulturspektakel Gauting e. V. (Veranstalter Familien- und Musikfestival), Gerhard Schober (Kulturgeschichte)
- 1992: Alfred Zacharias (Malerei), Hagen und Gesa Wangenheim (Musik)
- 1993: Stefan Britt (Malerei), Irene Jäger (Musik)
- 1994: Julia Fischer (Musik), Jakob Fichert (Musik)
- 1995: Heinrich Klug (Musik), Hans-Georg Krause (Pädagogik)
- 1996: Wulf von Lochner (Malerei), Stockdorfer Viergesang (Volksmusik)
- 1997: Rosemarie Zacher (Bildende Künstlerin), Eckhard Bruchner (Film)
- 1998: Theaterclub Gauting e. V.
- 1999: Wolf Euba (Theater), Ingolf Turban (Musik)
- 2000: Lena Neudauer (Violinistin), Sarah Mücke (Musik), Kunstverein Gauting e. V. (Kulturorganisation)
- 2001: Irina Korschunow (Literatur), Jugendchor St. Benedikt
- 2002: Ottilie Kasper (Malerei/Bildhauerei), Stub‘nmusi Schönauer-Soffel (Volksmusik)
- 2003: Halina Bertram (Pianistin), Thomas Heyl (Malerei)
- 2004: Fridolin Schley (Schriftsteller), Veronika Zacharias (Grafikerin)
- 2005: Max von Mosch (Saxophonist) und Gerd Holzheimer (Literatur)
- 2006: Jane Höchstetter&Stefan Berchtold, Kulturveranstaltungen, Schloßcafé Fußberg, Weder, Ulrich, Musiker
- 2007: Luitgard Kirchheim (Buchhändlerin), Männergesangsverein Unterbrunn-Oberbrunn; Sonderpreis Kulturspektakel Gauting e. V.
- 2008: Sabine Zaplin (Autorin), Gesellschaft für Archäologie und Geschichte Oberes Würmtal e. V.
- 2009: Johannes X. Schachtner (Musiker und Komponist), Zebra Stelzentheater unter Leitung von Rolf Kassalicky (Theater)
- 2010: Florian Prey (Musik), Elisabeth Schaffer (Angewandte Kunst)
- 2011: Gudrun Rimscha (Angewandte Kunst), Matthias Friedrich (Theater), Streichquartett der Geschwister Sendtner (Musik)
- 2012: Ulrich Schweiger (Bildhauerei), Sebastian Hofmüller (Theater), Rupert Wierer & die Bigband des Otto-von-Taube-Gymnasiums (Musik)
- 2013: Gisela Auspurg (Musik), Ludwig Seuß (Musik), Theatergruppe der Grundschule an der Würm
- 2014: Else Streifer-Schröck (Malerei), Johannes Volkmann (Theater)
- 2015: Simon Schachtner (Cellist), Erika Pusch (Kunstmalerin), Theatergruppe des Otto-von-Taube-Gymnasiums (Theater – Jugend-Förderpreis)
- 2017: Rainer A. Köhler (Architektur und Kulturorganisation), Kulturspektakel Gauting e. V. (Kulturorganisation – Jugend-Förderpreis)
- 2019: Bernd Wiedemann (Grafik, Illustration, Malerei), Hubert Dietl (Unterbrunner Theater), Schulorchester des Otto-von-Taube-Gymnasiums (Jugend-Förderpreis)
- 2021: Bettina Fritsche (Tanz, Choreografie), Michael Nguyen (Fotografie), Sebastian Bürck für seine Initiative zur Ermöglichung eines Kulturerlebnisses in Zeiten der Pandemie (Förderpreis)[90]
- 2023: Matthias Helwig (Kinobetreiber), Burschenschaft Unterbrunn (Organisation Faschingsumzug)[91]
- 2025: Theaterforum (Betreiber des Bosco), Richard Eckert (Künstler), Raphael Silas Christoph (Fotograf, Jugendpreis)[86]

## Veranstaltungen
- Kleines Sommerfestival in der Remise Schloss Fußberg von Mai bis Juli[92]
- Musikfestival Kulturspektakel (Ende Juli)[93]
- Das Waldfest am Münchner Berg wird vom EKP e. V. organisiert und findet seit etwa 60 Jahren im Juli statt.[94] Es ist als Fest für Kinder und Familien konzipiert und wird teilweise von der Gemeinde subventioniert.[95]

## Persönlichkeiten

### Söhne und Töchter der Gemeinde
- Karl der Große (747/48–814), wurde einer Legende zufolge in der Gautinger Reismühle geboren, daher auch die Kaiserkrone im Gautinger Wappen
- Ignaz Schmid (1747–1821), Schriftsteller und Bibliothekar der königlichen Hof- und Staatsbibliothek München, wurde 1780 als des Illuminatismus verdächtigt und des Landes verwiesen
- Monsignore Johann Nepomuk Werner (1853–?), Persönlichkeit in der Geschichte der katholischen Arbeiterbewegung und des Lehrlingsschutzes. Er gründete 1890 das Wochenblatt Der Arbeiter
- Friedl Haerlin (1901–1981), Ufa-Schauspielerin
- Ernst Krebs (1906–1970), Kanute, holte bei den Olympischen Sommerspielen 1936 die Goldmedaille im Kajak-Einer über 10.000 m
- Wolfgang Zacharias (1941–2018), Kunst- und Kulturpädagoge
- Rudolf Nafziger (1945–2008), Fußballnationalspieler
- Klaus Dittrich (* 1955), Vorsitzender der Geschäftsführung der Messe München GmbH
- Peter Cischeck (* 1957), Jazzmusiker
- Marie Nasemann (* 1988), Model, Schauspielerin, Autorin und Podcasterin

### Personen mit Bezug zur Gemeinde
- Theodor von Hallberg-Broich (1768–1862), der Eremit von Gauting, war Schriftsteller und Gründer der Kolonie Hallbergmoos, bewohnte von 1819 bis 1826 Schloss Fußberg
- Edmund Wagner (1830–1859), Maler, lebte und arbeitete ab 1854 in Gauting
- Hugo Junkers (1859–1935), Ingenieur und Unternehmer im Flugzeugbau, starb in Gauting
- Franz Langheinrich (1864–1945), Erzähler, Lyriker und Bildredakteur der Jugendstil-Zeitschrift Jugend, lebte in Gauting
- Paul Hey (1867–1952), Maler, Grafiker, Zeichner und Illustrator, lebte und starb in Gauting
- Leo Putz (1869–1940), Maler,  lebte in den 1920er Jahren in Gauting, wo er auch beerdigt wurde
- Frieda Blell (1874–1951), Malerin, Ehefrau von Leo Putz, lebte und starb in Gauting
- Otto von Taube (1879–1973), Dichter, lebte ab 1921 in Gauting, nach ihm wurden das örtliche Gymnasium und eine kleine Straße benannt
- Minna Frieda Helene Beckmann (1881–1964), Malerin und Opernsängerin, Ehefrau von Max Beckmann, lebte in Gauting, wo sie starb
- Erich Schilling (1885–1945), Zeichner und Karikaturist, lebte und starb in Gauting
- August Bresgen (1888–1987), Maler und Bildhauer, lebte und starb in Gauting
- Lore Masius (1889–1970), Malerin, lebte in Gauting
- Ludwig Grote (1893–1974), Kunsthistoriker, lebte zuletzt in Gauting, wo er auch starb
- Hans Olde (1895–1987), Maler und Grafiker, lebte und starb in Gauting
- Michael Schmaus (1897–1993), römisch-katholischer Theologe und Dogmatiker, starb in Gauting
- Alfred Leithäuser (1898–1979), Maler und Zeichner, lebte und starb in Gauting
- Felix Jacob (1900–1996), Maler und Grafiker, lebte in Gauting
- Erich Preiser (1900–1967), Ökonom und Mitbegründer des Sachverständigenrats, lebte in Gauting
- Herbert Ohly (1901–1972), Jurist und Bürgermeister von Erlangen, starb in Gauting
- Ferdinand Filler (1902–1977), Bildhauer, lebte in Gauting
- Werner Schmidt-Boelcke (1903–1985), Dirigent, musikalischer Leiter des Berliner Metropoltheaters und Gründungsleiter des Münchner Rundfunkorchesters, starb hier
- Adolf Kleemann (1904–1989), Maler, Grafiker und langjähriger Dozent an der Volkshochschule Starnberg, lebte in Gauting
- Ludwig Maria Beck (1905–1983), Maler und Schriftsteller, lebte und starb in Gauting
- Hans Schellinger (1905–1990), Maler, lebte und starb in Gauting
- Jochen Bartsch (1906–1988), Keramiker und Illustrator, lebte und starb in Gauting
- Walter Baier (1907–1997), Geschäftsführer von Webasto, seine Stiftung unterstützt karitative Einrichtungen in Gauting
- Hilde Thon (1910–1999), Bibliothekarin und Kunstmalerin, lebte in Gauting
- Rudi Knabl (1912–2001), Zithervirtuose
- Hans Heinrich Palitzsch (1912–2005), Maler und Bühnenbildner, verbrachte seine letzten Lebensjahre in Gauting
- Bernhard Rüdiger Ritter von Reichert (1917–2007), Generalleutnant und stellvertretender Generalinspekteur der Bundeswehr, Träger des Großen Verdienstkreuzes der Bundesrepublik, lebte und starb in Gauting
- Helmut Salecker (* 1921), Physiker und Hochschullehrer, ab 1966 ordentlicher Professor für Theoretische Physik in München, lebte in Gauting[96]
- Loriot (1923–2011, bürgerlich: Bernhard-Viktor Christoph-Carl von Bülow ), Karikaturist, Humorist, Schauspieler und Regisseur, lebte einige Jahre im Leo-Putz-Haus, bevor er an den Starnberger See zog
- Peter Lerche (1928–2016), Rechtswissenschaftler und Ordinarius für Öffentliches Recht, lebte und starb in Gauting
- Ernst Zimmermann (1929–1985), Industrieller und Verbandsmanager, wurde am 1. Februar 1985 in seiner Wohnung in Gauting von der RAF ermordet
- Peter Rubin (* 1942, bürgerlich: Peter Kohlhuber), Sänger, Moderator und Gitarrist, lebt im Gemeindeteil Stockdorf
- Werner Loibl (1943–2014), Erforscher der Glashütten und Spiegelmanufakturen des Barock in Deutschland, lebte und arbeitete ab 1995 in Gauting
- Michel Montecrossa (* 1945, eigentlich: Michel Klostermann), Medien-Unternehmer und Buchautor, lebt in Gauting. Er startete dort das Projekt Miravillage
- Hans-Werner Sinn (* 1948), Ökonom, Hochschullehrer und von 1999 bis 2016 Präsident des ifo Instituts für Wirtschaftsforschung, lebt in Gauting
- Ottfried Fischer (* 1953), Schauspieler und Kabarettist, lebt in Gauting
- Martin Zeil (* 1956), Politiker, von 2008 bis 2013 Bayerischer Staatsminister für Wirtschaft, Infrastruktur, Verkehr und Technologie sowie stellvertretender Ministerpräsident im Kabinett Seehofer, lebt in Gauting
- Florian Prey (* 1959), Bariton und Sohn von Hermann Prey, lebt mit seiner Familie in Gauting
- Ingolf Turban (* 1964), Violinist und Hochschullehrer, wurde 1999 mit dem Günther-Klinge-Kulturpreis der Gemeinde Gauting ausgezeichnet
- Michael Wolf (* 1967), Rechtsanwalt, Schauspieler und Filmproduzent, lebt und praktiziert in Gauting
- Halina Bertram (* 1971), Pianistin, erhielt 2003 den Günther Klinge-Preis der Gemeinde Gauting
- Florian Gallenberger (* 1972), Regisseur und Filmproduzent, Preisträger des Kurzfilm-Oscars 2001 (Quiero ser), wuchs im Gemeindeteil Stockdorf auf
- Harry Luck (* 1972), Journalist und Krimiautor, lebte von 2002 bis 2009 in Gauting
- Sven Hannawald (* 1974), ehemaliger Skispringer und heutiger TV-Experte, gewann 2002 als erster Sportler die Vierschanzentournee mit Siegen in allen vier Wettbewerben, lebt mit seiner Familie in Gauting
- Fridolin Schley (* 1976), Schriftsteller, lebte ab 1987 in Gauting und machte dort 1996 das Abitur am Otto-von Taube-Gymnasium.[97]
- Dieter Dolezel (* 1977), Komponist und E-Gitarrist, lebt in Gauting
- Julia Fischer (* 1983), Geigerin, lebt in Gauting
- Lena Neudauer (* 1984), Violinistin und Hochschullehrerin, lebte in Gauting
- Johannes X. Schachtner (* 1985), Dirigent und Komponist, wuchs in einer Gautinger Musikerfamilie auf

### Ehrenbürger
Von der Gemeinde ausgezeichnete Ehrenbürger:
- 1916: Julius Haerlin (1835–1921), Gründer der Gautinger Papierfabrik
- 1919: Johann Bergmoser († 1928), Bürgermeister
- 1919: Korbinian Nieder († 1924), 2. Bürgermeister
- 1919: Andreas Fink († 1935), Mitglied des Gemeindeausschusses
- 1919: Johann Mayr († 1923), Gastwirt aus Stockdorf
- 1929: Balthasar Vitzthum († 1954), katholischer Pfarrer (1904–1934)
- 1953: Wolfgang Krämer (1885–1972), Heimatforscher
- 1953: Hermann Haerlin († 1956), Kommerzienrat, Mitinhaber der Papierfabrik
- 1953: Otto Braungardt († 1963), Altbürgermeister
- 1964: Alfons Badmann († 1973), 2. Bürgermeister (1946–1952)
- 1966: Hubert Deschler (1898–1975), Altbürgermeister[99]
- 1968: Maria Gleixner († 1969), Stiftung des Grundstücks für Seniorenheim Marienstift
- 1977: Günther Klinge (1910–2009), Unternehmer und Mäzen
- 1978: Josef Cischeck (1913–2007), Altbürgermeister[100]
- 1983: Marcel Vidal (1940–2006), Bürgermeister der Partnerstadt Clermont-l’Hérault
- 1984: Benedikt Fischer (1909–1998), 2. Bürgermeister (1966–1972)[101]
- 1998: Christoph Haberl (1929–2019), katholischer Pfarrer (1966–1998)[102]
- 2010: Ekkehard Knobloch (* 1940), Bürgermeister (1978–2002)
- 2024: Brigitte Servatius (* 1944), Bürgermeisterin (2002–2014)[103]

### Bürgermedaille
Seit 1980 wird von der Gemeinde eine Bürgermedaille für besondere Verdienste für das Ansehen und das Wohl der Gemeinde vergeben.